# Claire Belton
Claire Belton (...) è un'illustratrice e imprenditrice statunitense, nota per aver creato Pusheen, gatto dei cartoni animati.
Attualmente è presidente della Pusheen Corp. a Chicago, Illinois.  Ha creato vari fumetti, tra cui la striscia a fumetti online chiamata "Everyday Cute" (in cui Pusheen è stato presentato per la prima volta), e un libro intitolato "I Am Pusheen the Cat".